# Casallum

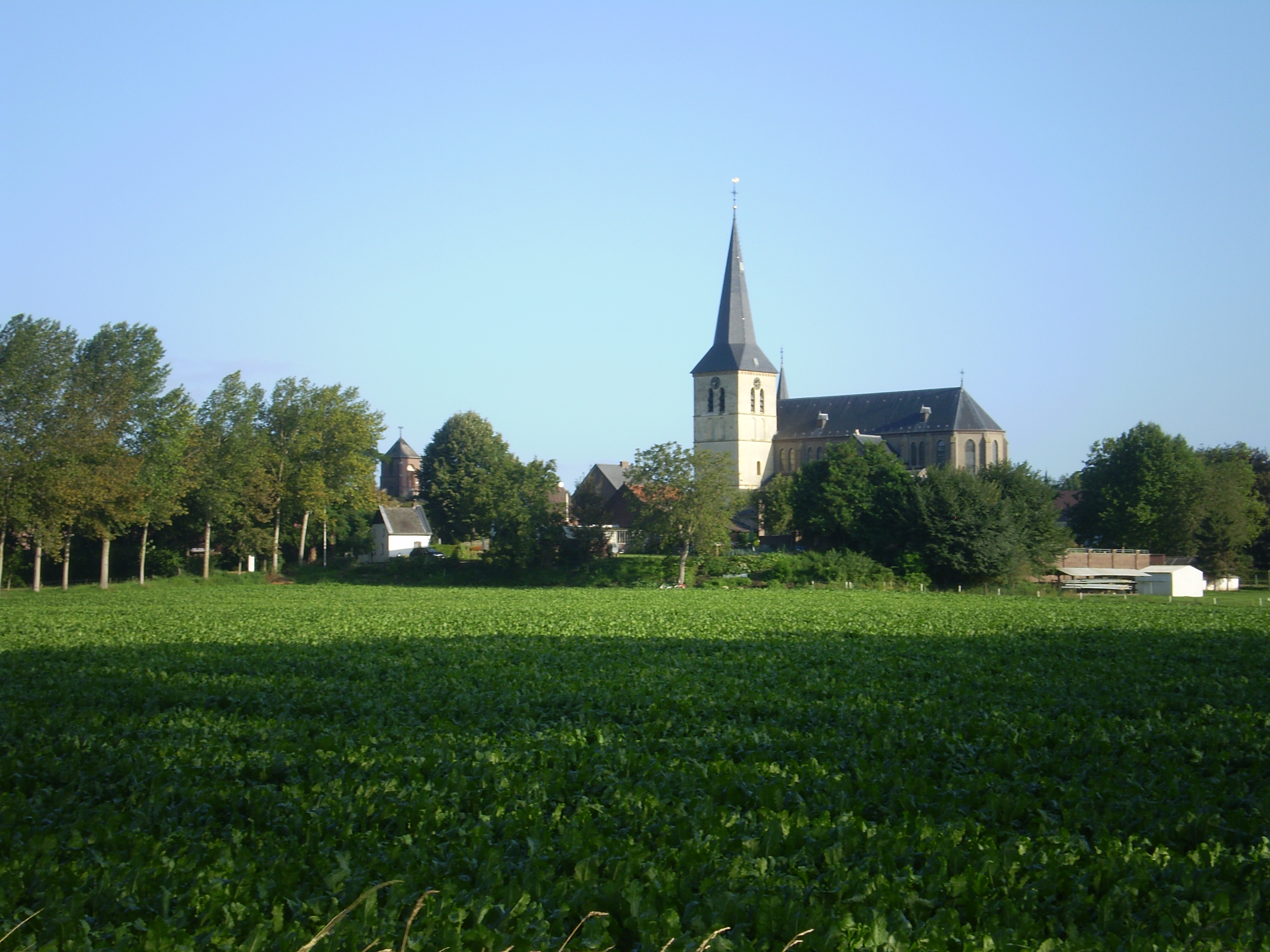
Het historische centrum van Kessenich, de locatie van Casallum

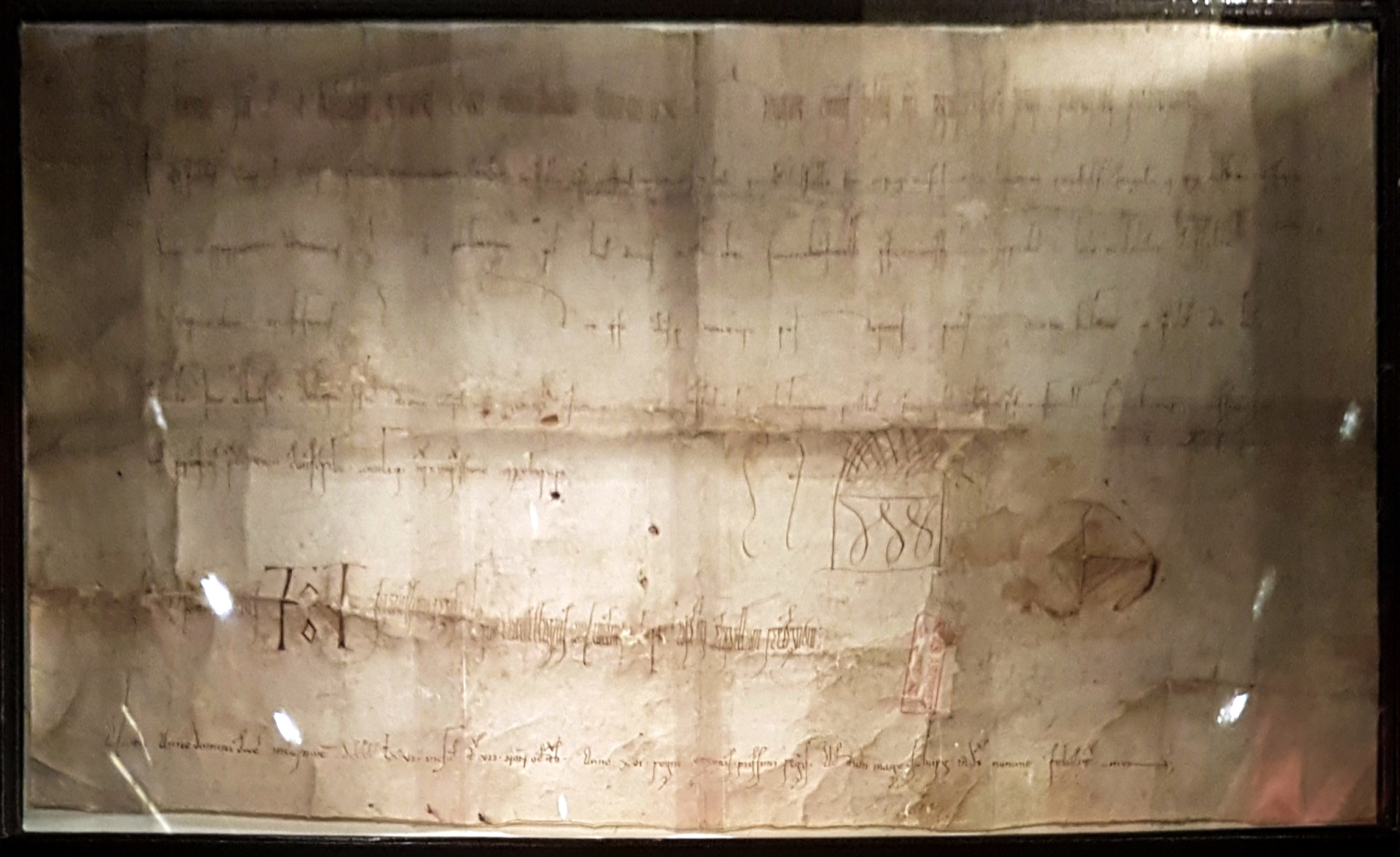
Oorkonde uit 950, waarin Casallum genoemd wordt (HCL, Maastricht)

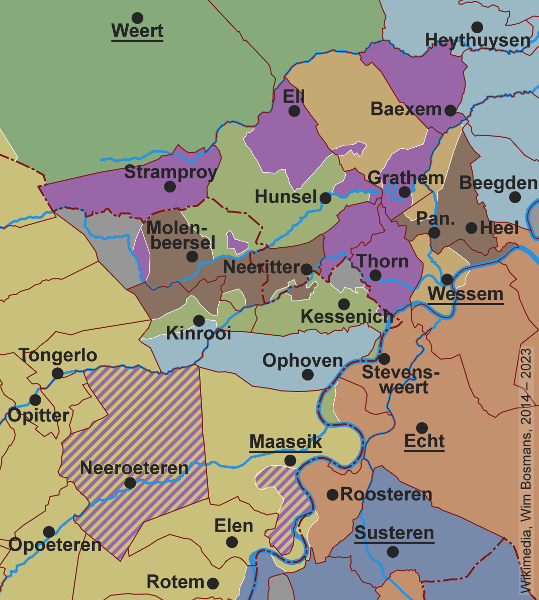
De Drie Eijghen, waarschijnlijk nog een geheel ten tijde van de Ansfrieds

Casallum was een 10e-eeuws stadje in de Maasgouw, het huidige Kessenich.

## Geschiedenis
In de jaren 940 (mogelijk na de dood van Giselbert II, die in dat geval als lekenabt van de abdij van Aldeneik fungeerde) vinden we diverse vazallen in het zgn. "Kessenich-Eik". De plaats Casallo in comitatu Ruodolfi komt in het bezit van Ansfried de Oudere. Later sticht Ansfrieds neef en opvolger, Ansfried de Jongere, in de omgeving een eigenkerk: de abdij van Thorn. Ansfrieds domein zal na 1100 uiteenvallen, waardoor uiteindelijk de Drie Eijghen ontstaan.
De "Casallumoorkonde" is de oudste oorkonde in Nederlands bezit. Het document werd eeuwenlang bewaard in de abdijkerk van Thorn, maar bevindt zich thans in het Regionaal Historisch Centrum Limburg in Maastricht, waar het een ereplaats inneemt in de schatkamer. Ze draagt 7 oktober 966 als datum, maar wordt gedateerd in 950. Mogelijk is het een kopie van de oorkonde uit 950. Met deze oorkonde verleent koning Otto de Grote aan Ansfried de toestemming om in loco qui dicitur Casallo het marktrecht, het muntrecht en het tolrecht – dit laatste ter vervanging van het tolrecht dat hij reeds geniet te Ehti (misschien Echt) – uit te oefenen. Casallum wordt, met andere woorden, verheven tot Ansfrieds hoofdplaats.

## Voorgestelde locaties
Men weet over Casallum dat het overeenstemt met een oudere versterkte plaats (een castellum is een Romeinse versterking). Het lag dus niet ver van de heirbaan Maastricht-Nijmegen. Ook is duidelijk dat Casallum vlak bij Thorn moest liggen.
- Kessel: Cassele (1107) heeft dezelfde herkomst,[3] maar zelfs in latere eeuwen wijst niets op historische banden tussen Thorn en het verre Kessel. Een verwantschap tussen Ansfried en graaf Balderik is louter gebaseerd op een aanname.

- Kesselt: Opnieuw op grond van etymologie.[4] Dezelfde problemen als bij Kessel doen zich voor: Kesselt ligt ver van Thorn en er golden later geen kerkelijke noch wereldlijke banden.

- Thorn: "Thorn" kan de leenvertaling van Casallum zijn (Onl. turn betekent "toren").[5] Daarmee staat echter niet vast dat deze plaatsen vollédig samenvielen; abdijen werden immers op afgelegen en onontgonnen land opgericht.

- Heel: Er is voorgesteld dat Casallum een variant op Catualium is, de Romeinse naam van Heel (sommigen dachten hierbij ook aan Kessenich).[6] Blijft men bij Heel, dan ziet men echter dat de "t" in Catualium niet verzachtte tot "s": 1144 Hethele.

- Maaseik: Dhr. Minten beroept zich op een latere tekst: Casallo sito in pago Maselant et in villa Eycke. Hij leest dit als "Casallum in de Maasgouw, en beter gezegd in het daarin gelegen Aldeneik".[7] Hij verbindt de legende van de Kaartridder met een eventueel castellum de Eycke, gelegen op de strategische plaats waar Arnold IV van Loon later Maaseik sticht.

- Neeroeteren: Op 10 juni 1594 schreef abdis Josina van der Marck aan de Raad van Brabant dat bij de stadt Maeseyck gelegen is een seker dorp ofte heerlickheyt voormaals genaampt Cassallum ende nu tegenwoirdelijck Nederoeteren. Dhr. Maes vereenzelvigde Casallum daarom met de hoeve Kessel (later "Verschuylenhof" genoemd), hierin gevolgd door Rotthoff en Baerten.[8][9][10][11][12] Feitelijk ligt de hoeve echter in Rotem, waardoor banden met Thorn opnieuw afwezig zijn.

## Vermoedelijke ligging
Tegenwoordig wordt Kessenich als het oude Casallum beschouwd, dankzij de inspanningen van vele historici. De volgende argumenten pleiten daarvoor:
- Casallum moest een belangrijke plaats zijn, gezien de inhoud (stadsrechten werden nog maar zelden verleend) en de uitvaardiger (de koning zelf) van de oorkonde. Vier feiten wijzen Kessenich aan als voornaamste plaats in Ansfrieds erfgoed. Ten eerste lag daar al in de 11e eeuw het mottekasteel "Den Berg", mogelijk op de plaats van oudere burchten. Ten tweede lag het nabij de stichting Thorn. Ten derde bezat het Kessenicher leenhof nog eeuwenlang grootlenen buiten de rijksheerlijkheid Kessenich, overblijfselen van een groter geheel. Ten vierde was Kessenich al vroeg een zelfstandige parochie, zoals werd afgeleid uit het latere belang van de St.-Martinuskerk als regionale moederkerk.[17]

- "Kesnic" (1102) is niet verwant aan "Casallum". Wel kan (de burcht van) Kessenich eeuwenlang als zodanig aangeduid zijn. Hiervoor bestaan ook drie aanwijzingen. Ten eerste ligt Kessenich op de ideale plaats voor een castellum: op een uitloper van het Middenterras van de Maas en vlak bij de Romeinse legerweg. Ten tweede blijkt, uit twee opsommingen van de Luikse bezittingen d.d. 1155, dat de plaatsen Casselin (d.i. Casallum) en castrum Cassenic (d.i. "de burcht [van] Kessenich") dezelfde zijn. Ten derde bestond tot in de 19e eeuw het toponiem "Kesselbrug", voor de brug net bezuiden "Den Berg".

- Enkel deze oorkonde kan verklaren hoe het kleine Kessenich rijksvrij werd. Ze wordt dan ook beschouwd als de stichtingsbrief van de rijksheerlijkheid Kessenich.

- Vrijheren Jan II van Horne en Jan III van Horne lieten daadwerkelijk munt slaan. Het is niet geweten hoe ze dit recht verwierven – mogelijk via familiebanden, maar misschien op grond van de bewuste "Casallumoorkonde".[18]

- Kessenich was een rijksheerlijkheid nabij Maaseik, maar de abdis schreef uitdrukkelijk dat men naar Neeroeteren moest kijken. Ze deed dit schrijven echter om zich te verzetten tegen de beschuldiging van valsmunterij, waardoor ze er alle belang bij had dat Casallum binnen het abdijvorstendom Thorn gesitueerd werd.